# David Karp
David Karp, född 6 juli 1986 i New York, är en amerikansk webbutvecklare och affärsman. Han är mest känd för att ha startat, och är VD för, Tumblr.